# Siemens S65
Siemens S65 — мобильный телефон бизнес-класса компании Siemens представленный в 2004 году.

## Описание
В 65-й линейке является флагманом и предлагает новейшие решения от компании. Платформа идентична таким моделям, как CX65/M65. Их характеристики совпадают практически во всем, однако S65 получил в своё распоряжение 1.3-мегапиксельную камеру, слот расширения для RS-MMC карт, а также обзавелся поддержкой Bluetooth. Линейка S — это бизнес-телефоны, наделённые большим количеством функций и соответствующим качеством исполнения.
Существует несколько версий телефона:
Siemens S65 Prototype
Siemens S65 Prototype (Bordeaux)
Siemens S65 Steel Black
Siemens S66 AT&T Steel Black — учитывая интересную линейку привлекательных и быстроразвивающимся телефонов, компания Siemens выпустила сотовый телефон для рынка Северной и Южной Америки. С точки зрения функциональности, ничем от своего европейского двойника не отличается. В США Siemens S66 продавался по цене в $249.
Siemens S65 Herrenessen (Bordeaux) Limited Edition — ограниченный выпуск мобильного телефона количеством 140 штук, приуроченный Heikos & Maltes Herrenessen 2004.
Siemens S65 VW Golf GTI Limited Edition — лимитированая серия количеством 3000 экземпляров, выпущенная в сотрудничестве с автоконцерном Volkswagen, немецким оператором Talkline и производителем мобильных аксессуаров Vortex, внешний вид которой теперь будет напоминать автомобиль VW Golf GTI. В отличие от серийной модели, корпус выполнен в цветах VW Golf GTI с логотипом GTI под экраном, телефон наполнен всяческими картинками, заставками и фоновыми рисунками с моделью Volkswagen GTI, а включение и выключение аппарата сопровождается звуками, издаваемыми мотором Golf GTI. Передняя панель покрыта тонким слоем хрома, а задняя часть Siemens S65 GTI — лакированная.
Siemens S65 VW Golf R32 Limited Edition — ещё одна модификация мобильного телефона S65, которая тоже выполнена в автомобильном стиле, теперь уже в соответствии с дизайном Volkswagen Golf R32. Технически телефон не изменился, отличается лишь внешний вид и появился разнообразный контент соответствующей тематики (фоновые картинки, заставки и изображения с Volkswagen Golf R32). В качестве мелодий вызова можно установить автомобильный звуковой сигнал или звук работающего мотора. Кроме того, в память телефона предустановлена Java-игра «R32 Street Racing». Цена на телефон составляла 380 евро. По некоторым данным выпущено 5000 экземпляров.
Siemens S65 Chromium Limited Edition — выпущен в 2005 году с измененным внешним видом и контентом. Включение и выключение аппарата сопровождается заставками «Limited Edition». Передняя панель покрыта тонким слоем хрома, а задняя часть — лакированная.
Siemens S65 Grand Prix Edition 2005 Limited Edition
Siemens S65 125 Jahre Siemens Österreich Limited Edition
Siemens S65 Ennstal Classic Limited Edition
Siemens S65v
Siemens S65 Vodafone Limited Edition
Siemens S65 T-Mobile
Siemens S65 O2

## Характеристики
| Общие характеристики                        | Общие характеристики                                                          |
| ------------------------------------------- | ----------------------------------------------------------------------------- |
| Диапазоны частот                            | GSM 900, GSM 1800, GSM 1900                                                   |
| Тип корпуса                                 | классический                                                                  |
| Конструкция                                 | джойстик                                                                      |
| Антенна                                     | встроенная                                                                    |
| Вес                                         | 104 г                                                                         |
| Размеры                                     | 109x48x18 мм                                                                  |
| Звонки                                      |                                                                               |
| Тип мелодий                                 | 40-голосная полифония, музыка wav                                             |
| Виброзвонок                                 | есть                                                                          |
| Связь                                       |                                                                               |
| Интерфейсы                                  | IRDA, USB, Bluetooth                                                          |
| Доступ в интернет                           | WAP 2.0, GPRS, POP/SMTP-клиент                                                |
| Модем                                       | есть                                                                          |
| Синхронизация с компьютером                 | есть                                                                          |
| Сообщения                                   |                                                                               |
| Дополнительные функции SMS                  | ввод текста со словарем, шаблоны сообщений, отправка SMS нескольким адресатам |
| MMS                                         | есть                                                                          |
| Другие функции                              |                                                                               |
| Громкая связь (встроенный динамик)          | есть                                                                          |
| Автодозвон                                  | есть                                                                          |
| Звуковая индикация времени разговора        | есть                                                                          |
| Режимы кодирования звука HR, FR, EFR        | есть                                                                          |
| Экран                                       |                                                                               |
| Тип экрана                                  | цветной TFT экран, 65536 цветов                                               |
| Разрешение                                  | 132x176 пикс. (9 строк)                                                       |
| Русификация                                 | есть                                                                          |
| Индикация                                   | стоимости разговора, времени разговора                                        |
| Мультимедийные возможности                  |                                                                               |
| Встроенная фотокамера                       | 1280 x 960, цифровой Zoom 5x                                                  |
| Запись видеороликов                         | есть                                                                          |
| Диктофон                                    | есть                                                                          |
| Игры                                        | есть                                                                          |
| Java-приложения                             | есть                                                                          |
| Объём встроенной памяти                     | 11 МБ                                                                         |
| Питание                                     |                                                                               |
| Тип аккумулятора                            | Li-Ion                                                                        |
| Ёмкость аккумулятора                        | 750 мАч                                                                       |
| Время разговора                             | 5:00 ч: мин                                                                   |
| Время ожидания                              | 300:00 ч: мин                                                                 |
| Время заряда                                | 2:00 ч: мин                                                                   |
| Записная книжка и органайзер                |                                                                               |
| Записная книжка в аппарате                  | 1000 номеров                                                                  |
| Поиск по книжке                             | есть                                                                          |
| Обмен между SIM-картой и внутренней памятью | есть                                                                          |
| Органайзер                                  | будильник, калькулятор, планировщик задач                                     |
| Дополнительная информация                   |                                                                               |
| Комплектация                                | телефон, аккумулятор, сетевое з/у, инструкция, флеш-карта RS-MMC 32 mb        |
| Особенности                                 | Камера 1.3 mpx, слот для RS-MMC, Bluetooth                                    |

## Похожие модели
- Siemens CX65
- Siemens M65